# Cyclocodon lancifolius
Cyclocodon lancifolius là loài thực vật có hoa trong họ Hoa chuông. Loài này được (Roxb.) Kurz mô tả khoa học đầu tiên năm 1872.